# Scaphiella tena
Espèce
Scaphiella tena est une espèce d'araignées aranéomorphes de la famille des Oonopidae.

## Distribution
Cette espèce est endémique de la province de Napo en Équateur,.

## Description
Le mâle holotype mesure 1,35 mm et la femelle paratype 1,39 mm.

## Étymologie
Cette espèce est nommée en référence au lieu de sa découverte, Tena.

## Publication originale
- Platnick & Dupérré, 2010 : The goblin spider genus Scaphiella (Araneae, Oonopidae). Bulletin of the American Museum of Natural History, no 332, p. 1-156 (texte intégral).